# Lemuriatyphlops
Genre
Lemuriatyphlops est un genre de serpents de la famille des Typhlopidae. 

## Répartition
Les trois espèces de ce genre sont endémiques de Madagascar.

## Liste des espèces
Selon The Reptile Database (12 septembre 2014) :
- Lemuriatyphlops domerguei (Roux-Estève, 1980)
- Lemuriatyphlops microcephalus (Werner, 1909)
- Lemuriatyphlops reuteri (Boettger, 1881)

## Étymologie
Ce genre est nommé en référence au mythique continent Lémurie, reliant l'Inde à Madagascar.

## Publication originale
- Pyron & Wallach, 2014 : Systematics of the blindsnakes (Serpentes: Scolecophidia: Typhlopoidea) based on molecular and morphological evidence. Zootaxa, no 3829 (1), p. 1–81.